# Boğazçiftlik, Buldan
Boğazçiftlik là một xã thuộc huyện Buldan, tỉnh Denizli, Thổ Nhĩ Kỳ. Dân số thời điểm năm 2010 là 229 người.